# Луций Корнелий Лентул (I век до н. э.)
Лу́ций Корне́лий Ле́нтул (лат. Lucius Cornelius Lentulus; около 80 — после 46 гг. до н. э.) — римский государственный деятель.
Луций Корнелий Лентул — сын претора в 61 году до н. э. Луция Корнелия Лентула Нигера и Публиции, и, вероятно, отец консула Римской империи в 3 году до н. э. Луция Корнелия Лентула.
В 59 году до н. э. Луций Корнелий Лентул обвинён Луцием Веттием в участии в заговоре с целью убийства Гнея Помпея, но был оправдан. В 54 году обвинил Авла Габиния перед судом Альфия Флава в умалении величия римского народа (лат. laesio maiestatis), а точнее — во взяточничестве и вымогательстве, но выступил очень неудачно; тем не менее, несмотря на то, что обвиняемого защищал Цицерон, Габиний был осуждён и приговорён к изгнанию.